# Pomarańczowy Ruch Demokratyczny Kenii
Pomarańczowy Ruch Demokratyczny Kenii (ODM-K) – partia polityczna działająca w Kenii, założona w 2007 w wyniku rozłamu w ODM. Przywódcą partii jest Kalonzo Musyoka. Ugrupowanie to zajęło trzecie miejsce w wyborach 2007. Jest opozycyjne wobec prezydenta Mwai Kibakiego.